# Mihail-Constantin Stoica
Mihail-Constantin Stoica (n. 12 februarie 1953) a fost un deputat român în legislatura 1990-1992, ales în județul Neamț pe listele partidului FSN.